# Jani Oswald
Jani Oswald (pravo ime Johann Oswald, psevdonimi Šodrov Janez, Slavko Korošec, Norbert Novak, Brez Imena, Fičko Spaček, Anatol Doppel, Oswaldo Jani idr.), slovenski zamejski pesnik in esejist, * 12. julij 1957, Celovec, Koroška, Avstrija.
Pripada mlajši generaciji slovenskih pesnikov na avstrijskem Koroškem. Po slovenski gimnaziji v Celovcu je študiral pravo na Dunaju. V osemdesetih letih je bil glavni urednik koroške literarne revije Mladje. Piše eksperimentalno prozo, konkretno poezijo ter eseje v slovenskem in nemškem jeziku. Živi in dela na Dunaju.

## Dela

### Pesniške zbirke
- Zaseka (1985) (COBISS)
- Babylon/Babilon (1992) (COBISS)
- Pes Marica (1994) (COBISS)
- Achillesverse: kein Heldenepos (1996) (COBISS)
- Frakturen: Gedichte (2007) (COBISS)
- Andante Mizzi (2010) (COBISS)
- Quaran Tanja: homeland eastland west lend Fremd end konec (2013) (COBISS)
- Carmina minora/Carmina mi nora (2016) (COBISS)

## Nagrade
- Podporna nagrada za literaturo dežele Koroške, 1995